# La verbena de la Paloma (pel·lícula de 1963)
La verbena de la Paloma és una pel·lícula musical espanyola dirigida per José Luis Sáenz de Heredia, tercera adaptació de l'obra de Ricardo de la Vega, primera en color, i protagonitzada per Concha Velasco, Vicente Parra i Miguel Ligero. El cartell fou realitzat per Francisco Fernández Zarza. És un remake de la versió de 1934.

## Sinopsi
En un barri castís de Madrid dues dependentes molt boniques, Susana i Casta, accepten els festeigs de don Hilarión, un hipotecari ja en la maduresa. Aquesta relació disgusta al jove Julián, que està enamorat de Susana. Tot es complica quan, el dia de la Verbena de la Paloma, les dues joves decideixen deixar-se acompanyar pel seu admirador madur.

## Repartiment
- Concha Velasco - Susana / Mari Loli
- Vicente Parra - Julián
- Miguel Ligero - Don Hilarión
- Ángel Garasa - Tabernero
- Mercedes Vecino - Señá Rita
- Milagros Leal - Tía Antonia
- Irán Eory - Casta / Merche
- Félix Fernández - Don Sebastián
- Silvia Solar - Balbina
- Alfredo Landa - Manolo
- Mary Begoña - Encarna
- Antonio Ferrandis - Venedor de 'la juerga padre'
- Modesto Blanch - Paco - el cotxer
- Adrián Ortega - Guàrdia en mercat #1
- Miguel Ángel Ferriz - Don Lucio
- Luis Morris - Moro al mercat
- José Morales
- Agustín González – Fruiter
- Tony Soler - Venedora de loteria
- Erasmo Pascual - Venedor de clares de llimona
- Xan das Bolas - Francisco, el sereno
- Ricardo Ojeda
- Alberto Portillo
- Antonio Moreno
- Joaquín Pamplona
- Rafael Hernández - Home partida
- Pedro Oliver
- Enrique Navarro
- Roberto Cruz
- Valentín Tornos - Veí ancià
- Antonio Zaragoza
- Enrique Núñez
- Manuel Rojas
- Pilar Gómez Ferrer - Senyora a bàscula
- José María Tasso - Chulo
- Joaquín Portillo 'Top'
- José Blanch - Amic de Don Hilarión
- Goyo Lebrero - Guàrdia en verbena #1
- Daniel Dicenta
- María Elena Maroto
- Luis Varela
- José María Prada
- Jorge Cuadros
- Narciso Ojeda
- Simón Ramírez - Narrador
- Elena María Tejeiro

## Premis
La pel·lícula va guanyar el primer premi als Premis del Sindicat Nacional de l'Espectacle de 1963.